# Dolichopscerus variegatus
Dolichopscerus variegatus är en insektsart som beskrevs av Maldonado-capriles 1985. Dolichopscerus variegatus ingår i släktet Dolichopscerus och familjen dvärgstritar. Inga underarter finns listade i Catalogue of Life.